# Lacrimispora amygdalina
Lacrimispora amygdalina es una especie de bacteria grampositiva del género Lacrimispora. Fue descrita en el año 2020. Su etimología hace referencia a almendras. Anteriormente conocida como Clostridium amygdalinum. Es anaerobia aerotolerante, móvil por un flagelo polar y formadora de esporas. Tiene un tamaño de 0,5-1 μm de ancho por 0,5-10 μm de largo. Puede crecer de forma individual, en parejas o en cadenas. Forma colonias circulares y amarillentas. Temperatura de crecimiento entre 20-60 °C, óptima de 45 °C. Se ha aislado de un digestor anaerobio.
Se ha descrito un caso de infección en humanos, causante de osteítis.